# Cascades Huka
Les cascades Huka són un conjunt de cascades del riu Waikato que drena el llac Taupo a Nova Zelanda.
A uns quants centenars de metres aigües amunt de les cascades Huka, el riu Waikato flueix des d'aproximadament 100 metres a través d'un congost de només 15 metres d'ample. El congost està tallat en sediments del pis del llac establerts abans de l'erupció d'Oruanui de Taupo fa 26.500 anys.
El volum d'aigua que circula sovint s'aproxima als 220.000 litres per segon (220 m³/s). La quantitat de flux està regulat per Mercury NZ Ltd a través de Taupo Control Gates com a part de la seva planificació de sistemes hidroelèctrics, amb el Consell Regional de Waikato dictant fluxos durant els períodes d'inundació a la conca del riu Waikato. Mercury NZ té capacitat per controlar els fluxos entre 50.000 litres per segon (50 m³/s) i 319.000 litres per segon (319 m³/s).
A la part alta de les cascades hi ha un conjunt de petites cascades d'uns 8 metres. L'etapa final de les cascades és de més de 6 metres d'alçada, amb caiguda efectiva d'11 m per la profunditat de l'aigua. Les cascades són una atracció turística popular, estant a prop de Taupo i de fàcil accés des de la State Highway One (SH1).
Les cascades van aparèixer en un escàndol nacional el febrer de 1989, quan es va trobar el cos de l'àrbitre de criquet Peter Plumley-Walker, amb els canells i turmells lligats. La investigació resultant va destapar un acte de bongage a Auckland. La dominatrix Renee Chignall va ser absolta del seu assassinat després de tres judicis.

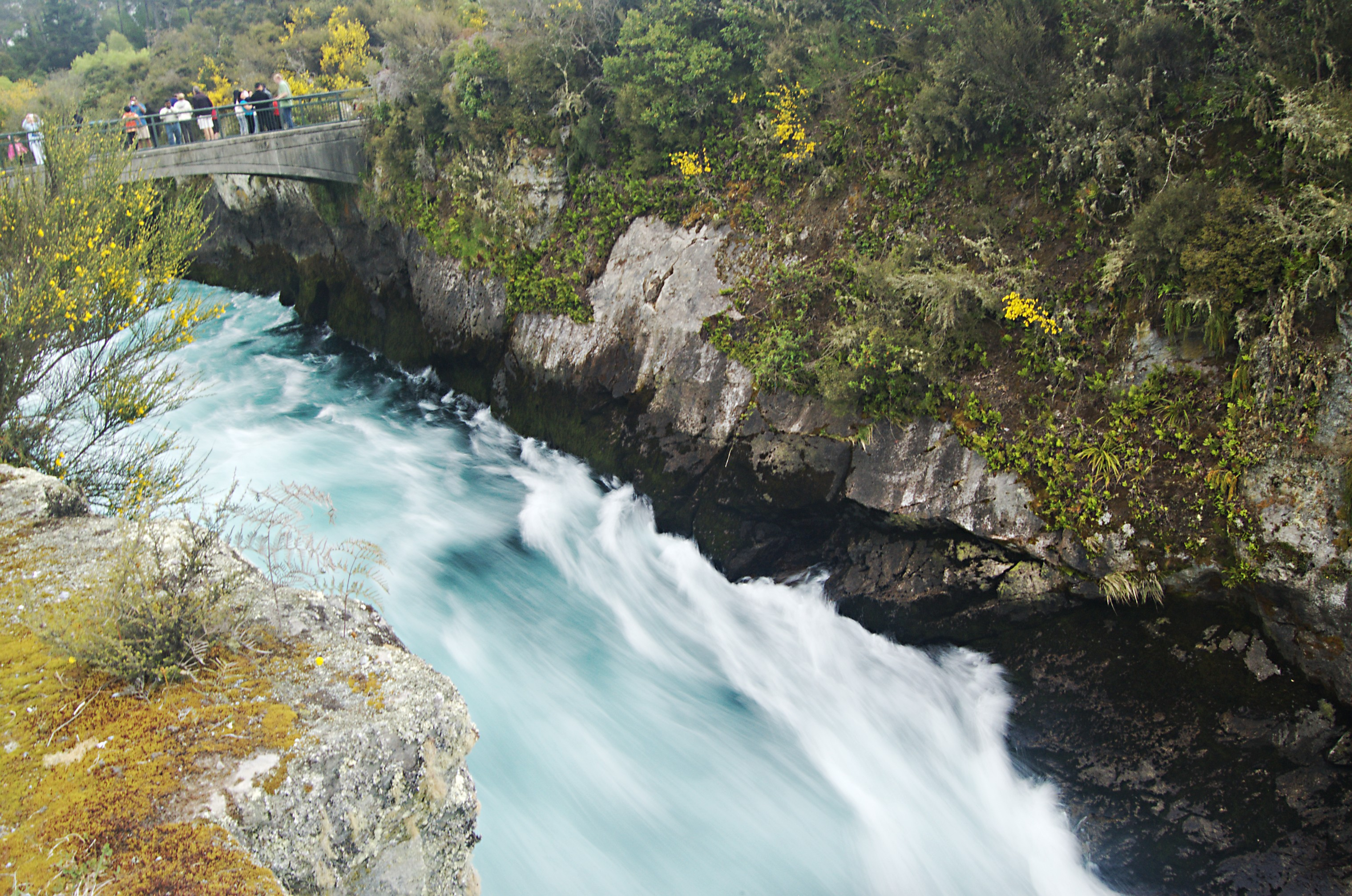
L'estret congost, amb el pont turístic visible a la part superior esquerra.
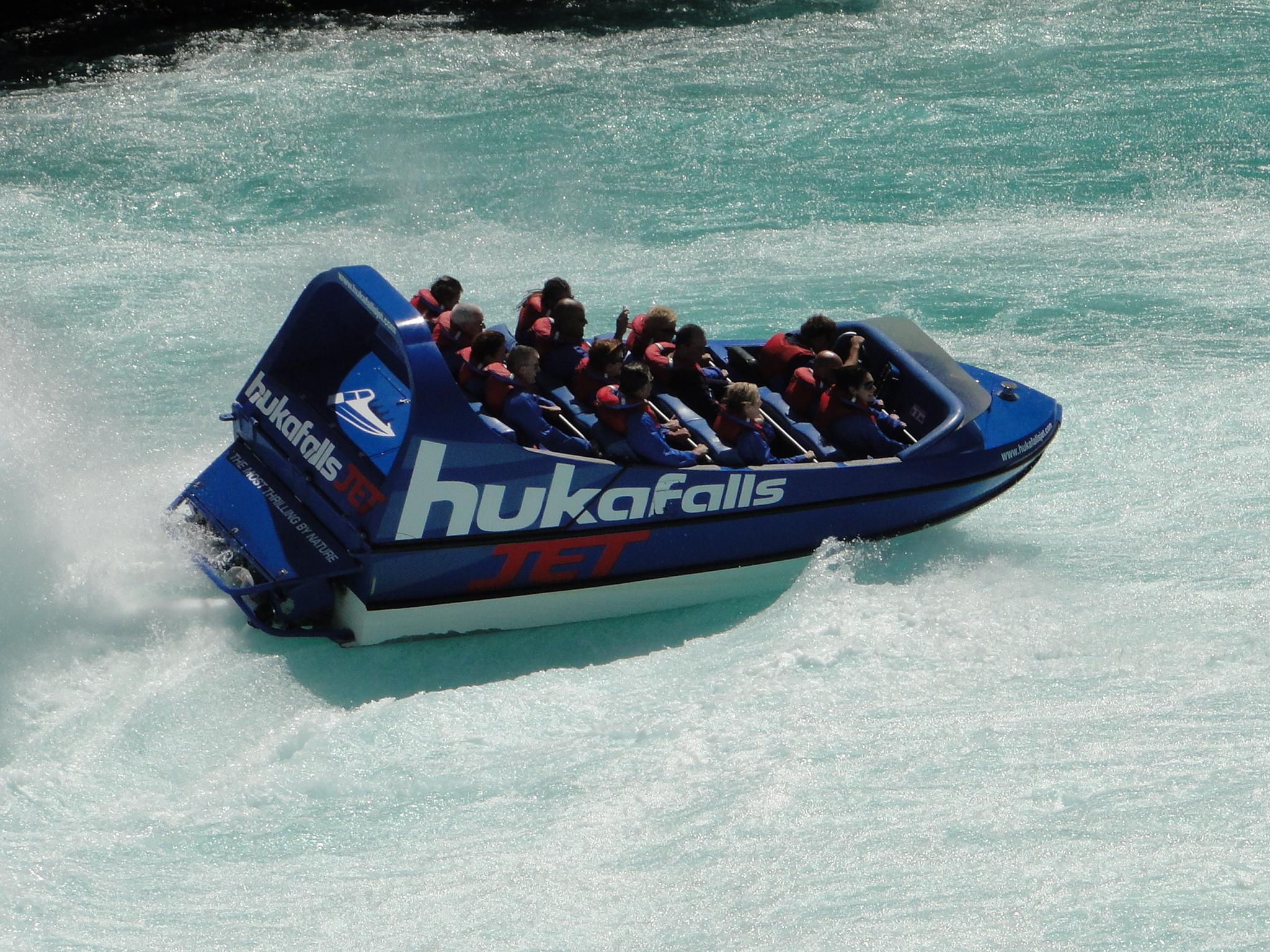
Jetboat prop de les cascades Huka
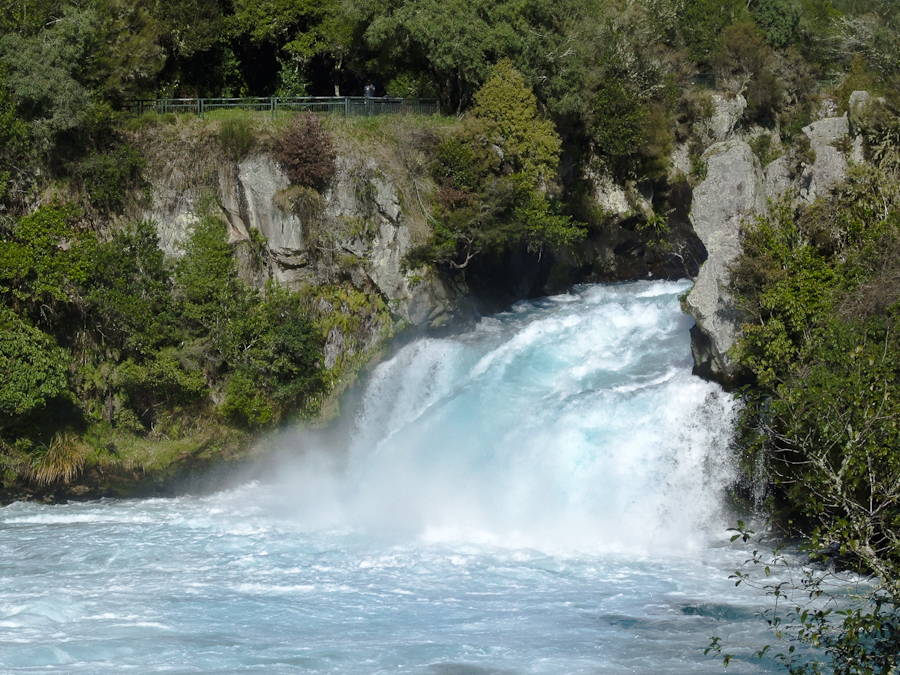
Les cascades Huka i el punt d'observació.